# アバディーン性能試験場
アバディーン性能試験場（アバディーンせいのうしけんじょう、英: Aberdeen Proving Ground、APG）は、アメリカ合衆国メリーランド州ハーフォード郡アバディーンの近くに位置するアメリカ陸軍の軍事施設である。国勢調査指定地域（CDP）にある。

## 地理
アメリカ国勢調査局はアバディーン性能試験場を国勢調査指定地域 (CDP) に指定している。アバディーン性能試験場CDPは、北緯39度28分24.42秒 西経76度8分27.01秒 / 北緯39.4734500度 西経76.1408361度座標: 北緯39度28分24.42秒 西経76度8分27.01秒 / 北緯39.4734500度 西経76.1408361度（39.473451, -76.140837）に位置する。アメリカ合衆国国勢調査局によると、アバディーン性能試験場CDPの総面積は31.0 km2（12.0 mi2）である。そのうち29.4 km2（11.4 mi2）が陸地であり、5.36 %の1.6 km2（0.6 mi2）は水域である。海抜13 m（43 ft）。

### 主な高速道路
- 州間高速道路95号線
- 国道40号線

### 近隣の都市
- メリーランド州アバディーン（北西）
- メリーランド州ボルチモア（南西）

## 人口統計
| 国勢調査年 | 人口(人) |
| ---------- | -------- |
| 2000年     | 3,116    |
| 1990年     | 5,267    |
| 1980年     | 5,722    |
| 1970年     | 7,403    |

2000年の国勢調査現在、アバディーン性能試験場には3,116人、805世帯、763家族が暮らしている。人口密度は、105.8人/km2（274.1人/mi2）である。902戸の住宅が平均密度30.6戸/km2（79.3戸/mi2）で建っている。人種構成は、白人50.48 %、アフリカ系アメリカ人34.60 %、ネイティブ・アメリカン0.64 %、アジア系3.11 %、太平洋諸島系1.25 %、その他の人種5.68 %、混血4.24 %である。人口の11.20 %は、ヒスパニック又はラテン系でもある。
805世帯のうち、78.0 %が18歳未満の子供たちと同居しており、84.1 %は同居夫婦である。8.0 %は夫のいない女性が世帯主であり、5.2 %は非家族である。すべての世帯の4.3 %は単身世帯であるが、65歳以上の単身世帯はない。1世帯あたりの人数は3.52人、1家族あたりの人数は3.63人である。
CDPの年齢構成は、18歳未満が40.1 %、18歳から24歳が10.3 %、25歳から44歳が44.9 %、45歳から64歳が4.4 %、65歳以上が0.2 %である。平均年齢は、25歳である。女性100人あたり113.9人の男性がおり、18歳以上では、女性100人あたり117.6人の男性がいる。
CDPの1世帯あたりの平均所得は38,875ドルであり、1家族あたりの平均所得は40,306ドルである。男性の平均所得は26,943ドルであり、女性の平均所得は26,194ドルである。CDPに住む国民1人あたりの平均所得は12,808ドルである。およそ4.2 %の家族と5.6 %の住民は、貧困線以下である。18歳未満の6.4 %は貧困線以下の生活を送っているが、65歳以上では貧困線以下の生活を送っている者はいない。

## 軍事施設
アバディーン性能試験場は、アメリカ陸軍で現在活動している実験場の中で最も古く、アメリカ合衆国が第一次世界大戦に参戦して6か月後の1917年10月20日に確立され、最初の大砲が1918年1月2日にそこで発砲された。APGは大型の武器を試験するにはあまりに手狭であったサンディフック性能試験場の代わるものとしてつくられ、武器弾薬の設計と試験を当時の生産拠点と輸送センターの近くで実施することを可能にした。第二次世界大戦中のピーク時には、アバディーン性能試験場には2,348人の士官と24,189人の下士官兵を寄宿させられるだけのスペースがあった。第二次世界大戦中から戦後にかけてアメリカ陸軍が弾道計算のために設計させた初期のコンピュータENIACやその後継のEDVAC、ORDVACが設置されていたことでも知られる。
アバディーン性能試験場は、ハーフォード郡の72,962 ac（295.27 km2）の領域を占める。その北端はサスケハナ川 (Susquehanna River) がチェサピーク湾に流れ込む河口に近く、南端はガンパウダー川 (Gunpowder River) に接している。施設はブッシュ川によって隔てられる2つの半島にまたがっている。北東部はアバディーン・エリアと呼ばれ、南西部のエッジウッド・エリアは旧エッジウッド兵器廠である。ここにはエッジウッド化学事業場 (Edgewood Chemical Activity) という化学兵器貯蔵庫がある。
主要施設の敷地内にないアバディーン性能試験場の付属施設は、ハーフォード郡にあるチャーチビル試験区域 (Churchville Test Area) とメリーランド州ボルチモア郡にあるキャロル・アイランドとグレイス・クォーターズである。チャーチビル試験区域は、軍用車両の試験を実施するための試験用トラックである。
APGは、アメリカ陸軍武器科の本拠地であり、武器科長とこれを補佐する武器科長官房局、アメリカ陸軍武器センター及び武器学校がある。武器科長が武器センター長と武器学校長を兼任している。更に、武器学校で訓練する隊員が所属する部隊として第61武器旅団が駐屯している。また、APGにはアメリカ陸軍兵器博物館 (United States Army Ordnance Museum) がある。博物館には、主に地上兵器が展示されているが、戦車が数多く展示されているため「アバディーン戦車博物館」と呼ばれることもある。アメリカ陸軍で用いられた兵器だけでなく、第二次世界大戦などでアメリカ軍に鹵獲、接収されたドイツ軍、日本軍などの戦車や火砲も展示されている。

### チャーチビル試験区域
チャーチビル試験区域（英: Churchville Test Area）は、アメリカ合衆国メリーランド州ハーフォード郡ベルエアーの北東に位置するアバディーン性能試験場の軍用車両試験施設である。
チャーチビル試験区域は、北緯39度35分45.6秒 西経76度15分10.8秒 / 北緯39.596000度 西経76.253000度 に位置し、丘がちな場所に設置されたクロスカントリー路上試験トラックの一群である。試験区域は250 acの敷地に設置された11 miの周回路とテスト・コース、及び泥、塵、砂利の路面や7 %から29 %の急勾配の斜面がある3 miと4 miの周回コースから成る。これらのテスト・トラックは、M1エイブラムス戦車、M2ブラッドレー歩兵戦闘車及びHMMWVのような軍用車両のエンジン、動力伝達装置及び懸垂緩衝装置に負荷を加えるためにこれらの車両に様々な条件の急斜面の登坂や急激な旋回を課す。
アメリカ陸軍は、チャーチビル試験区域そばの163.5 ac の農地が陸軍緩衝地帯として指定されたことを祝う式典をハーフォード郡政府、ハーフォード土地信託及びそこで1955年から農作物を栽培し、馬や牛を飼育していたホプキンス家とともに2007年3月21日に執り行った。この土地は、アメリカ国防総省の環境保護イニシアティブに基づくアメリカ陸軍の共同使用緩衝地帯 (Compatible Use Buffer) プログラムの一部として取得されたもので、陸軍基地の近隣に住宅が迫ってくることで軍の訓練が制限されるようになるのを防ぐことと住民の安全確保を目的として現在土地を所有している住民には売却を求め、新たな住宅の建設を抑制するものであるが、農地を売却した後もそのまま農地として利用可能とするものである。なお、土地収用費は1400万ドルであった。

### エッジウッド化学事業場
エッジウッド化学事業場（英：Edgewood Chemical Activity、ECA）は、アメリカ合衆国メリーランド州にあるアメリカ陸軍の化学兵器保存施設である。
1941年以降、アメリカ陸軍は国内で生産した化学剤のおよそ5 %を1米トンの鋼鉄製の容器に入れてアバディーン性能試験場のエッジウッド・エリアで保存していた。2001年9月11日のアメリカ同時多発テロ事件以後、ここに保管されていた化学製品の廃棄予定が前倒しされ、アバディーン化学剤処理施設 (Aberdeen Chemical Agent Disposal Facility, ABCDF) が2002年に完成している。薬品の廃棄活動は2003年4月から始まった。この施設は、容器から抜き取ったマスタード・ガスの薬剤 (HD) を処理するために生化学的な処置を用いて無効化を行った。合計1,622米トン（1,472 t）の薬剤が処理され、それらの化学兵器の廃棄は2006年2月までにすべて完了した。2006年現在、ABCDF要員は、施設を無事に閉鎖するための活動を続けている。

## 不祥事
アバディーン性能試験場において、1996年から行われていたとされる女性訓練生に対する強姦に関わったとして、12名がアメリカ陸軍に告発される不祥事があった。軍事裁判所は、このうち練兵担当軍曹の2等軍曹1名に対し、6名の女性訓練生への18回に及ぶ強姦の罪で有罪とする判決を下し、同軍曹に対して被告の中で最も重い、軍刑務所での服役25年の刑を言い渡した。判決の根拠は、軍隊という組織における構造上の力関係であった。当事者同士に上下関係がある状況においては、一見合意の上で及んだ行為に見えるものも強姦と呼ぶことが可能であるというものであった。
この不祥事で上記の2等軍曹を含めて2名が有罪となり懲役刑、2名が軍法会議を回避する代わりに不名誉除隊を受け入れた。他4名の下士官が陸軍における大陪審に相当する査問委員会の聴取の後に軍法会議にかけられた。また、1997年5月27日の時点で残り3名も起訴されており、最終的に11名が起訴された。12名のうち1名だけ訴追を免れたが、陸軍も本人も陸軍が告訴を取り下げた理由を明らかにしていない。
この不祥事を受け、他に同様の事例がないか調べるためにアメリカ陸軍が1996年秋にホットラインを設けたところ、世界中の5,000名を超える女性兵士から相談や告発があった。そのうち325件の不正行為について調査が実施され、アメリカ国内のみならず世界中に配備されているアメリカ陸軍部隊を巻き込む大問題に発展した。